# Leó von Baráth
Leó von Baráth (* 9. Juni 1891 in Budapest; † im 20. Jahrhundert) war ein ungarischer Tennisspieler.

## Leben
Leó von Baráth spielte für den Magyar AC Budapest und nahm 1912 am Tenniswettbewerb der Olympischen Sommerspiele in Stockholm teil. Im Rasen-Einzel unterlag er zum Auftakt seinem Landsmann Aurél von Kelemen glatt in drei Sätzen. Im Doppel trat er mit von Kelemen zusammen an und sie verloren in ihrem ersten Match deutlich gegen die deutsche Paarung aus Heinrich Schomburgk und Otto von Müller.
Baráth war ein Militäroffizier und diente im Ersten Weltkrieg. Nach dem Krieg arbeitete er in der Automobilindustrie, wo er mehrere Patente hielt. In den 1920er-Jahren nahm er an Tourenwagen-Rennen teil.